# داميا أبيلا
داميا أبيلا (بالإسبانية: Damià Abella) (15 أبريل 1982 خيرونا إسبانيا - ) هو لاعب كرة قدم إسباني.

## وصلات خارجية
داميا أبيلا على موقع قاعدة بيانات كرة القدم.إي يو (الإنجليزية)
- داميا أبيلا على موقع Soccerbase.com (لاعب) (الإنجليزية)
- داميا أبيلا على موقع Soccerway.com (الإنجليزية)
- داميا أبيلا على موقع عالم كرة القدم.نت (الإنجليزية)
- داميا أبيلا على موقع AS.com (الإسبانية)